# 国立霞ヶ丘競技場陸上競技場
国立霞ヶ丘競技場陸上競技場（こくりつかすみがおかきょうぎじょうりくじょうきょうぎじょう、英: NATIONAL STADIUM）は、かつて東京都新宿区の国立霞ヶ丘競技場内にあった、独立行政法人日本スポーツ振興センター（JSC）によって運営される陸上競技場および球技場。建て替えのため2014年5月に閉鎖、その後、解体された。
一般には国立競技場として知られ、2019年竣工の競技場と区別して旧国立競技場と呼称される。

## 歴史

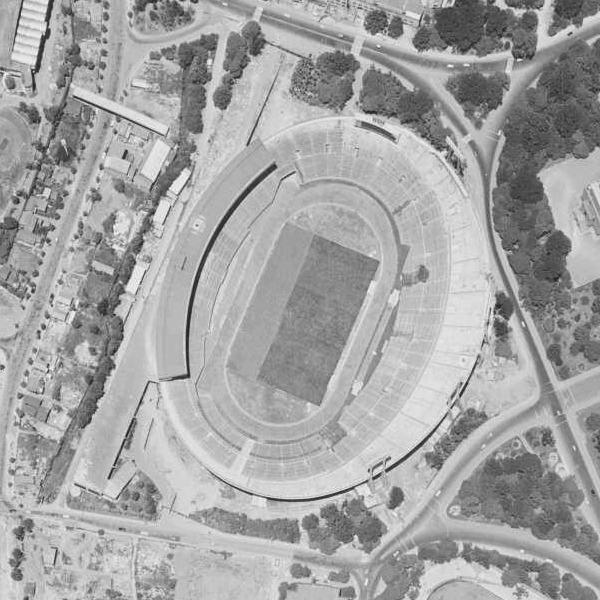
旧国立競技場の白黒空中写真（1963年6月26日撮影）

明治神宮外苑、国立霞ヶ丘競技場、青山霊園のある一帯は、江戸時代には青山氏の大名屋敷敷地であった。明治維新を経た1886年（明治19年）に、敷地跡の北側に青山練兵場が設けられた。明治天皇崩御後に練兵場に明治神宮外苑を建設することとなり、その敷地の一部を用いて1924年（大正13年）に明治神宮外苑競技場が設けられた。この競技場は陸上競技に広く使われ、第二次世界大戦中の1943年（昭和18年）10月21日には学徒出陣の壮行会会場となった。
1945年（昭和20年）の日本の敗戦後は連合国軍最高司令官総司令部（GHQ）に接収されて、『ナイル・キニック・スタジアム』という名称で使用された。1952年（昭和27年）の接収解除後は再び一般に開放され、明治神宮外苑部の管理下となった。1958年アジア競技大会と国民体育大会の会場とすることが決まり、1956年（昭和31年）に明治神宮から文部省に譲渡され、新設の競技場が整備された。

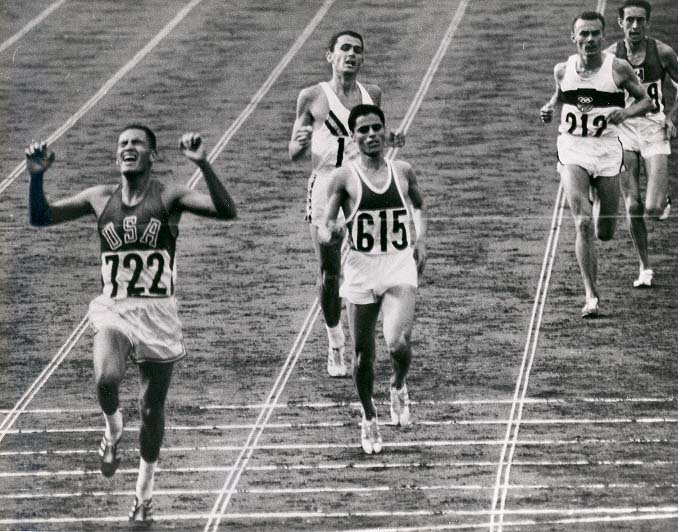
東京オリンピック陸上男子10000メートル

競技場は1957年（昭和32年）1月に起工し、アジア大会前の1958年（昭和33年）3月に竣工した。フィールドは、国産アンツーカが利用された。同年アジア大会を開催し、翌1959年（昭和34年）には東京国体のメインスタジアムとして陸上競技が開催された。その後1964年（昭和39年）に開催された東京オリンピックのメインスタジアムとして使用されることとなり、これにあわせてスタンドの増築が行われた（拡充費用は11億7800万円）。
1958年（昭和33年）からは日本陸上競技選手権大会が開催されるようになり、2005年（平成17年）まで断続的に会場として利用された。
1980年（昭和55年）から2001年（平成13年）までは、トヨタ・カップの会場として用いられた。1991年には世界陸上競技選手権大会（世界陸上）が開催された。
国立霞ヶ丘陸上競技場は日本を代表する大型スタジアムとして利用されてきた。同規模の5万人の観衆を収容できるスタジアムは1924年開場の阪神甲子園球場を別にすれば長らく存在せず、野球中心の屋根付き施設である1988年（昭和63年）の東京ドーム、陸上競技場では1994年アジア競技大会開催に向け建設された1992年（平成4年）の広島広域公園陸上競技場（広島ビッグアーチ）開場を待たねばならなかった。
2002年（平成14年）に開催された2002 FIFAワールドカップの計画案においても、国立霞ヶ丘陸上競技場を会場として利用することが検討されたが、国際サッカー連盟（FIFA）が要求する会場仕様として「観客席の3分の2以上に屋根が架設されること」が条件に挙げられていたため、候補から外された。過去の大会では、1960年ローマオリンピックのメインスタジアムであったスタディオ・オリンピコや、1936年ベルリンオリンピックのメインスタジアムであったオリンピアシュタディオンのように、改装により屋根を架けた例もあるが、予算等の問題から改装はおこなわれなかった。ワールドカップ日韓大会の決勝戦は横浜国際総合競技場（日産スタジアム）で実施され、それ以降も大規模なサッカーの試合は、より観客収容人数が多く興行収入が見込める横浜国際総合競技場もしくは埼玉スタジアム2002で開催する事が多くなった。FIFAワールドカップのアジア地区予選も、1997年のフランス大会予選を最後に行われなくなった。
陸上競技の会場としても、走行レーンが8レーンしかないことやサブトラックが400mトラックでないために、国際陸上競技連盟の規格を満たさなくなってしまった。トラックを使用したマラソン以外の国際陸上競技大会としては、1999年（平成11年）にスーパー陸上が行われてから、2013年（平成25年）にゴールデングランプリ東京 が開催されるまで久しく行われなかった。2013年（平成25年）の東京国体において、国立霞ヶ丘陸上競技場は計画段階で競技会場に含まれなかった。
スポーツイベント以外で初めて国立競技場が使用されたのは、岡田茂東映社長がイベントプロデューサー（専門委員長）を務めた1978年（昭和53年）10月22日に開催された日本商工会議所100周年イベント「全国郷土祭」が最初。全国の主要なお祭りを国立競技場に集め、昭和天皇の臨席もあり、観客7万人を動員した。NHKでも放送されている。
独立行政法人日本スポーツ振興センター (JSC) が管理団体になってからは断続的に施設改修が行われており、また2000年代からは音楽コンサートなどの利用も進められている。
2005年（平成17年）に単独のアーティストとしては初めてSMAPがコンサートに使用したが、この際には打診してから使用許可を得るまでに3年の期間を要した。その理由として、騒音問題、芝生などの施設管理といった競技場側の問題の他に、SMAPの公演内容、スタッフの対応、観客のマナーの様子等、総合的に厳しくチェックされ、3年間事故も無く、観客のマナーも問題が無いことが認められるまでに非常に慎重な審査を重ねた。
2007年（平成19年）9月にDREAMS COME TRUEが使用に関する審査をパスしてコンサートを行い、2008年（平成20年）9月には3組目となる嵐、2012年（平成24年）5月には、史上4組目（ロックバンドとしては史上初）としてL'Arc〜en〜Cielのコンサートが開催されている。2日間で最多人数の16万人の動員数を記録した。また、1日で8万人も最多の動員数である。さらに2014年（平成26年）3月には5組目として、女性グループとしては初めてももいろクローバーZがライブを開催し、2日で11万人を動員した。
2010年（平成22年）の嵐の公演では、会場外で演奏を聞くために集まった多数のファンに対して近隣住民から苦情が出たと報道された。また2014年（平成26年）にはポール・マッカートニーが日本国外のロック歌手単独で初（かつ、現競技場唯一）となるコンサートが予定されていたが、体調不良のため延期代替の分を含めた公演を中止している。
コンサート以外のイベントとしては、2009年（平成21年）7月5日に石原裕次郎23回忌法要が開催された。1999年（平成11年）に石原の菩提寺である神奈川県横浜市の總持寺で営まれた13回忌法要に大勢のファンが詰め掛け、寺院周辺が大混雑したため、死没地である慶應義塾大学病院に程近い国立霞ヶ丘陸上競技場を利用することになった。この法要では、トラック部分に總持寺の本堂を模した仮設の建物を用意し、主催した石原プロモーションの発表では約11万7000人のファンが訪れた。
2011年（平成23年）3月11日の東日本大震災では、照明灯の損傷や通路の壁が一部で落ちるなどの被害があったという。ちょうど初となる本格的な耐震改修（「一部改修及び安全対策その他工事」）を仕上げていた時期（矢ヶ崎総合計画の矢ヶ崎彰らによる）だった。また、この年までの工事でバックスタンドが増席された。
2012年（平成24年）には、ゴールドカラーと赤を用いた国立競技場のロゴタイプが新たに作成された。。この年の震災補修工事では、民主党政権・野田佳彦内閣（当時の文科相は平野博文）の第3次補正予算における東日本大震災復興予算からの流用疑惑が問題視された。
2014年5月31日、「SAYONARA国立競技場FINAL "FOR THE FUTURE"」のピッチ開放をもって閉場となった。このファイナルイベントの一部は、TBSで生中継された。

### 景観保護の歴史
高さ制限や景観保護が行われてきた歴史がある。
幻に終わった1940年（昭和15年）の東京オリンピック。メイン会場の候補としては、代々木練兵場案 や千駄ヶ谷の民有地取得案が頓挫（他に月島の埋立地案もあった）。そして、1937年（昭和12年）の小委員会で、当初の計画でもあった（国立競技場の敷地に存在した）明治神宮外苑競技場の改築案で行くことが確認された。
しかし、建築家の岸田日出刀は、ベルリン視察後、神宮外苑はオリンピック会場の敷地としては狭すぎると気づき、12万人収容への改造となる巨大スタジアムの建設に反対を表明。外苑の風紀、風致（景観）を害するとも訴えた。
岸田の他、内務省神社局の反対もあり1938年（昭和12年）4月、建設場所を駒沢にあった駒澤ゴルフ場跡地（現在の駒沢オリンピック公園）へ変更することが決まった。しかし、日中戦争の戦局悪化により、同年7月にオリンピックの返上が決定。スタジアム建設も中止となった。
戦後、1958年（昭和33年）の国立競技場の建設の際には、神宮外苑の聖徳記念絵画館（約17m）側からの景観に配慮して、絵画館側バックスタンドの高さは7m91cmに抑えた。明治神宮外苑部の児玉九一らとの話し合いの結果で、神宮球場外野スタンドの8m60cmを参考としたものだった。
1964年（昭和39年）の東京オリンピックでは、メインスタジアムとして使用するためにバックスタンドを増設。その中央部の一番高い部分は（絵画館側の地盤から）23m43cmになった。なお、2014年（平成26年）5月28日の新国立競技場有識者会議（第5回）の配布資料によると（同年6月18日に訂正資料が発表）、バックスタンド最上段のフェンス頂部で地上から27.76mだが、これはフェンス部分が加わっているためである。また、照明塔の高さは52.32mである。岸田は「こんどの計画でも、主競技場をなんとか10万人収容の線に近づけようとすると一方のスタンドを大きく張り出して拡張させたが、その最上部は外苑内の道路の上に大きくおおいかぶさるようなことになってしまった。それほどにこの敷地はせまいのである」 と述べた。

## 利用
2010年（平成22年）度の稼働日数は計154日（スポーツ117・一般37）、総入場者数は894,296人だった。また、2012年（平成24年）度の場合は計39日 という報道もある。

### 陸上競技

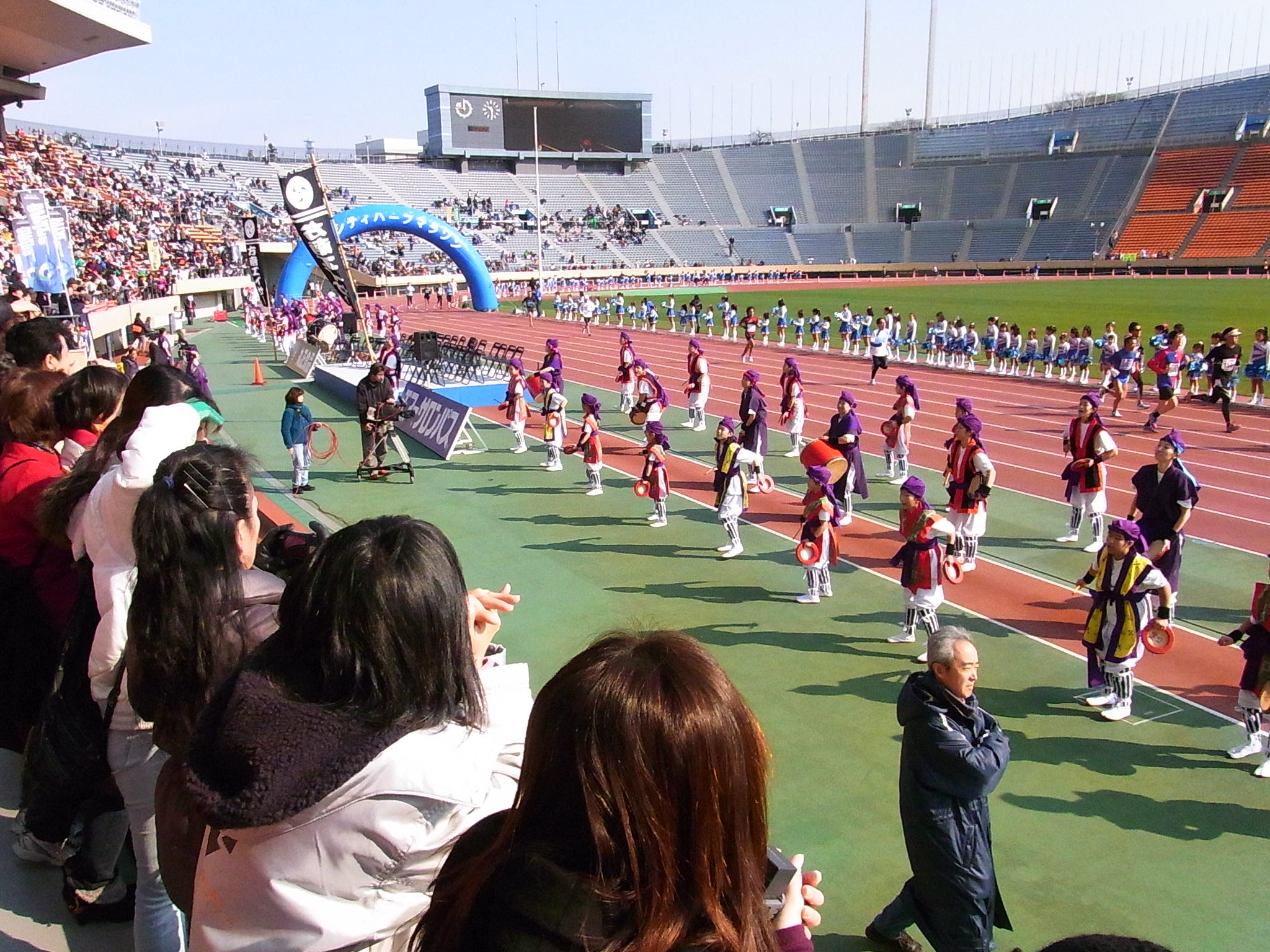
新宿シティハーフマラソン（2010年1月31日撮影）。

国際大会としては、1958年アジア競技大会にてこけら落とし。1964年の東京オリンピック、1991年の世界陸上競技選手権大会の会場のほか、東京国際ナイター陸上→東京国際スーパー陸上競技大会に1966年から1999年まで、一部年度を除き使用されていた（2013年のゴールデングランプリ川崎も等々力陸上競技場改修に伴う特例として、翌年の2014年も大規模改修前最後の陸上競技大会として競技場にて開催された。この時は、両年とも「ゴールデングランプリ東京」として施行）。
国内規模の大会では日本陸上競技選手権大会、日本学生陸上競技対校選手権大会（全日本インカレ）、関東学生陸上競技対校選手権大会（関東インカレ）、全国高等学校定時制通信制陸上競技大会、全国小学生陸上競技交流大会に使われていた。また、日本選手権は前身の明治神宮外苑競技場の時代である1925年から終戦直後の一時期を除いて1997年までほぼ毎年断続的に開催され続けたが、1998年以後は地方都市での開催にほぼシフトされている。また、1959年の第14回国民体育大会・「東京国体」秋季大会のメイン会場として陸上競技が行われている。
またマラソンでは東京国際マラソン（1981年-2006年）、東京国際女子マラソン（1979年-2008年　1990年に限り明治神宮野球場を使用）の発着点としても使用された。

### サッカー

#### 日本代表
長年サッカー日本代表の公式戦が行われるスタジアムとして知られており、1998 FIFAワールドカップ・アジア予選まではFIFAワールドカップ・予選のホームゲームは本競技場での開催が定着していた。しかし2002 FIFAワールドカップの日本開催が決定以降は収容数の多い横浜国際総合競技場（日産スタジアム）や全席屋根付きの東京スタジアム（味の素スタジアム）、さらにサッカー専用スタジアムである埼玉スタジアム2002に代わられ、本競技場での開催は急減した。最後の日本代表の試合は2014年3月5日に開催されたキリンチャレンジカップのニュージーランド戦である。

#### Jリーグ
日本プロサッカーリーグ（Jリーグ）は設立当初、国立霞ヶ丘競技場を本拠地とするクラブを置かない方針としていた。読売サッカークラブ（現在の東京ヴェルディ）がJリーグに参入する際に国立霞ヶ丘競技場をホームスタジアムとすることを希望し、国立競技場側も容認の意向を示していたとされているが、最終的に認められなかった。
1993年Jリーグ開幕節のヴェルディ川崎対横浜マリノスをはじめ、Jリーグカップや天皇杯の決勝戦、さらにスーパーカップは原則本競技場で開催された。それ以外でもホームスタジアムが改築のため使用できない場合や、首都圏またはそれに近いチームがホームスタジアムに入りきらない集客予測になった場合は本競技場を使用することがあった。前者は鹿島アントラーズ・栃木SC・ジュビロ磐田・名古屋グランパスエイトの各チームが、後者は柏レイソルとヴァンフォーレ甲府が該当し、清水エスパルスのように双方に該当する場合もあった。
東京ヴェルディ1969はホームスタジアムとしては許可されなかったが、川崎時代はJリーグチャンピオンシップをはじめ集客が見込める試合は等々力陸上競技場を使用せず本競技場で開催することが多かった。また、FC東京もJリーグ参入から味の素スタジアムが完成するまでは駒沢競技場や江戸川区陸上競技場、西が丘サッカー場と一緒に暫定的にホームスタジアムとしている。東京ヴェルディとFC東京がいずれも味の素スタジアムを使用するようになってからも、スケジュールの都合でどちらかが本競技場で試合を行なうことがあった。
被災時の代替地として使用されたこともあり、2004年10月23日に発生した新潟県中越地震の時は、アルビレックス新潟の本拠地でもある新潟スタジアムでの開催が不可能になった事から、30日の柏戦は当競技場での振替開催となった。また、甲府も2014年の平成26年の大雪の影響で本拠地である山梨中銀スタジアムでの開催が不可能となり、3月1日の開幕戦である鹿島戦を当競技場開催に振り替えた。東日本大震災の際は鹿島が被災して使用できなくなっていたカシマスタジアムの代替として、4月23日の横浜F・マリノス戦とAFCチャンピオンズリーグのグループリーグ3試合がホーム扱いで開催された。
Jリーグの試合で最後に開催されたのは2014年5月6日のJ1第12節ヴァンフォーレ甲府vs浦和レッズである。

#### その他
トヨタカップの開催地として1980年から2001年まで使用されていた（2002年以降は横浜国際総合競技場で開催）。
全国高等学校サッカー選手権大会でも東京移転後の1976年大会から2013年の大会まで開閉会式および準決勝、決勝の会場として使用されている。一時期は開幕式直後の最初の試合も本競技場で開催されたことがある。
AFCチャンピオンズリーグ2009とAFCチャンピオンズリーグ2010の決勝戦でも中立地扱いとして行われている。

### ラグビー
ラグビー日本代表もサッカー同様代表チームにとってのホームスタジアムということができたが、近接する秩父宮ラグビー場がラグビー専用スタジアムであるため、そちらを使用することが多かった。
大学ラグビーでも早明戦や全国大学ラグビーフットボール選手権大会の決勝戦では本競技場を使用することが多かった。

### スポーツ競技としての入場者ベスト10
「国立競技場の歴史」より。 
1. 1964年10月24日 第18回東京オリンピック閉会式 入場者数：79,383人
2. 1964年10月10日 第18回東京オリンピック開会式 入場者数：74,534人
3. 1982年12月5日 関東大学ラグビー対抗戦（早稲田大対明治大） 入場者数：66,999人
4. 1958年5月28日 第3回アジア競技大会 入場者数 ：65,428人
5. 1985年1月15日 第22回日本ラグビーフットボール選手権大会決勝（釜石対同志社大） 入場者数：64,636人
6. 1958年5月29日 第3回アジア競技大会 入場者数：64,426人
7. 1958年5月26日 第3回アジア競技大会 入場者数：64,236人
8. 1984年11月23日 関東大学ラグビー対抗戦（早稲田大対慶応大）入場者数：64,001人
9. 1977年9月14日ペレ・サヨナラ・ゲーム・イン・ジャパン（サッカー日本代表対N.Y.コスモス）入場者数：61,692人
10. 1989年1月15日 第26回日本ラグビーフットボール選手権大会決勝（大東文化大対神戸製鋼）入場者数：61,105人

### コンサート
毎年8月に開催される神宮外苑花火大会の会場の一つとなっている。同大会に先立って行われるアトラクションは、単独コンサートが許可される以前は本競技場における数少ないライブの機会であったため、過去に多くの有名アーティストが演奏をおこなった。
大規模競技場をコンサート会場として使用することは珍しい事ではないが、当競技場をコンサート会場として使用する機会は限られている。コンサート会場として使用する際には、天然芝の保護のために競技場スタッフによる厳しい審査をパスする必要がある。また、近隣住人への配慮から音を出すのを午後9時までとする規制があり、これらの基準に合格したアーティストに限り使用が許可されている。
コンサート利用は天然芝の保護という審査基準もあって年間1組のみ許可されていたが、2012年はL'Arc〜en〜Cielと嵐の2組がライブとコンサートを開催した。取り壊し直前の2014年には天然芝の保護という関連から審査が緩和されたため、3組のアーティストが開催し（ほか1組が開催中止）、締めくくりには特別イベント「SAYONARA 国立競技場 FINAL WEEK JAPAN NIGHT」が開催された。
その一方で、上記の音の規制などからコンサートを開催することについて否定的な見解を示すアーティストも存在する。例として、日本一のCDセールスを記録し、これまで数多くの大規模コンサートを開催してきたB'zは「自分たちが求める音のクオリティでライブができない」という理由から、当競技場でのコンサート開催を見送っていると公言している。
一部のチケット非所持ファンが、場外から見えるビジョンや場外へ漏れる音楽を目的に周辺地域に滞留し、問題視されることもあった。
「国立競技場労働組合」を立ち上げ、のちに場長になった 中原久和は2015年、コンサートで稼げば稼ぐほど、文部省から補助金が減らされたとの弊害を語った。
新国立への建替での開閉式屋根の必要性として、ある調査ではコンサート騒音を心配する地元住民が85％ に達した一方で、神宮外苑の半径400m以内には民家自体は少ないという近隣住民の意見もある。

#### 当競技場における公演の歴史
グラウンド面にまで観客を収容して行われたライブ・コンサートのみ記載する（神宮外苑花火大会は除く）。
- 1985年6月15日：国際連合にて1985年に採択された「国際青年年」を記念し、ジョイントコンサート『国際青年年記念 ALL TOGETHER NOW』を開催。当競技場における初のコンサートとなる。
- 1996年6月29日：史上初の洋楽アーティスト公演として、ルチアーノ・パヴァロッティ、プラシド・ドミンゴ、ホセ・カレーラスの「世界三大テノール」日本公演を開催[66]。
- 2005年9月3日・4日：SMAPが史上初の単独公演を開催。翌年の2006年9月9日・10日にも公演を行っている。
- 2007年9月22日・23日：DREAMS COME TRUEが史上2組目の単独公演を開催。聖火台に点火したアーティストは史上初[27]。
- 2008年9月5日・6日：嵐が史上3組目の単独公演を開催。2009年には8月28日-30日の3日間連続開催を達成し、2010年には現在最多となる4日間公演（8月21日・22日、9月3日・4日）を開催[67]。2011年9月2日・3日、2012年9月20日・21日、2013年9月22日・23日にも開催し、最多となる15公演を記録している。
- 2012年5月26日・27日：L'Arc〜en〜Cielが史上4組目の単独公演を開催。2014年3月21日・22日の2日間にも単独公演を開催し、史上最多の8万人（2日間延べ16万人）を動員した。
- 2014年3月15日・16日：ももいろクローバーZが史上5組目の単独公演を開催[25]。女性グループ初のコンサートとなった（詳細は、ももクロ春の一大事2014 国立競技場大会 〜NEVER ENDING ADVENTURE 夢の向こうへ〜を参照）。
- 2014年3月29日：AKB48が史上6組目の単独公演を開催[68][69]。なお、翌30日にはAKB48グループ公演を開催予定だったが、荒天のため中止となり[70]、振替公演を6月8日に味の素スタジアムで開催した。
- 2014年5月17日・18・19日：ポール・マッカートニーが史上7組目として、洋楽アーティストとしてはパヴァロッティ・ドミンゴ・カレーラス以来、ソロ・アーティストとしては国内アーティストを含めて唯一となる単独公演を開催する予定だったものの、両日とも本人の体調不良（ウイルス性炎症）により中止となった。当初は17日の中止分を19日に順延し振替公演をすることを予定していたが、それも中止となった[71]。またこの5月20日に、この後予定されていた日本武道館・ヤンマースタジアム長居も含めて全公演が中止となったため、振替公演はなし。
- 2014年5月28日・29日：当競技場最後の音楽イベントとして、ジョイントコンサート『SAYONARA 国立競技場 FINAL WEEK JAPAN NIGHT』が開催され[72]、2日間で以下の13組のアーティストが出演した（太字のアーティストはその日の公演のヘッドライナー）。
  - 28日（Yell for Japan）：いきものがかり、ウカスカジー（櫻井和寿 & GAKU-MC）、岸谷香、ゴスペラーズ、斉藤和義、スキマスイッチ、ナオト・インティライミ、ファンキー加藤、ゆず
  - 29日（JAPAN to the World）：SEKAI NO OWARI、Perfume、MAN WITH A MISSION、L'Arc〜en〜Ciel

## 仕様
すり鉢状の競技場（お椀型）。下部の客席勾配が17度で、中ほどが22度、25度、26度、27度と急勾配にし、最上部が28度に設計されたともいわれる。

### トラック
トラック8レーンを有する日本陸上競技連盟公認第一種陸上競技場であった。
開場時のトラックの材質は厚さ3cmのアンツーカー、三原山の火山砂利に石炭殻を混ぜた2cmの層、弾力を持たせるための厚さ25cmの大粒の火山砂利、厚さ30cmの岩石の層で成っていた。
日本陸連の第一種競技場として登録されるには、規則上1周400mの補助競技場（サブトラック、公認第三種登録相当）を併設することが義務付けられている。当競技場にはそのサブトラックがないが、東京都営の東京体育館の付属陸上競技場を事実上のサブトラックと見なし、第一種トラックとして登録されている。ただし、東京体育館陸上競技場は直線コースは100mあるものの、全周200mしかない上にコースが5レーンしかない。なお、近接地・渋谷区にある代々木公園陸上競技場（同じく都営。1周400m8レーンの第3種公認）も、当競技場の事実上の補助競技場と位置づけられている。都内においては、2012年に都営の味の素スタジアム（第1種）の隣接地に「西競技場」（第3種）が竣工し、唯一第1種競技場の直接的な補助競技場が整備されている。
日本陸連の風間明事務局長の2014年の発言によると、9レーンは必須条件ではなく8レーンでも国際基準はOKだが、最内枠の1レーンは使用頻度が高くてコースが荒れやすいため、2レーンから使うのが好ましいという。
ただし、代々木公園陸上競技場と国立競技場は距離的に離れているため、1964年東京オリンピックの開催時には明治神宮野球場に付帯した軟式野球グラウンドに仮設のトラック（400m）が開設され、選手の練習やウォームアップに利用されていた。1991年の世界陸上東京大会も、仮設サブトラックを使用したという（出典では詳細は不明）。この開催に際して、前年の1990年に『レオタンαエンボス』（ローラーエンボス仕上げ）に改修された。
2006年には、1レーンのみ表面のオーバーレイ施工された。
グラウンド内のメインスタンド北側（千駄ヶ谷駅、第4コーナー側）寄りにあるポールは織田ポールと呼ばれ、織田幹雄が三段跳びで日本人初のオリンピック金メダルを獲得したアムステルダムオリンピックでの記録、15m21cmの高さで立てられていた。この織田ポールは当初固定式だったが、2005年に改修され取り外しが可能となった。
日本陸連の帖佐寛章顧問は「国立競技場は、陸上競技ではほとんどの場合、向かい風になるという欠点があります」と指摘し、同事務局長の風間明もショートトラックの向きに関しては、同様の認識を示し、貴賓席に西日が当たるためトラックの向きを変えることはできないという噂もあるとも言った。逆に、「強い風が吹かない印象があった」（為末大）、「風が回ることは滅多になかった」（友永義治）、「最高に使いやすかった」（武井壮） というアスリートの声もある。

### フィールド

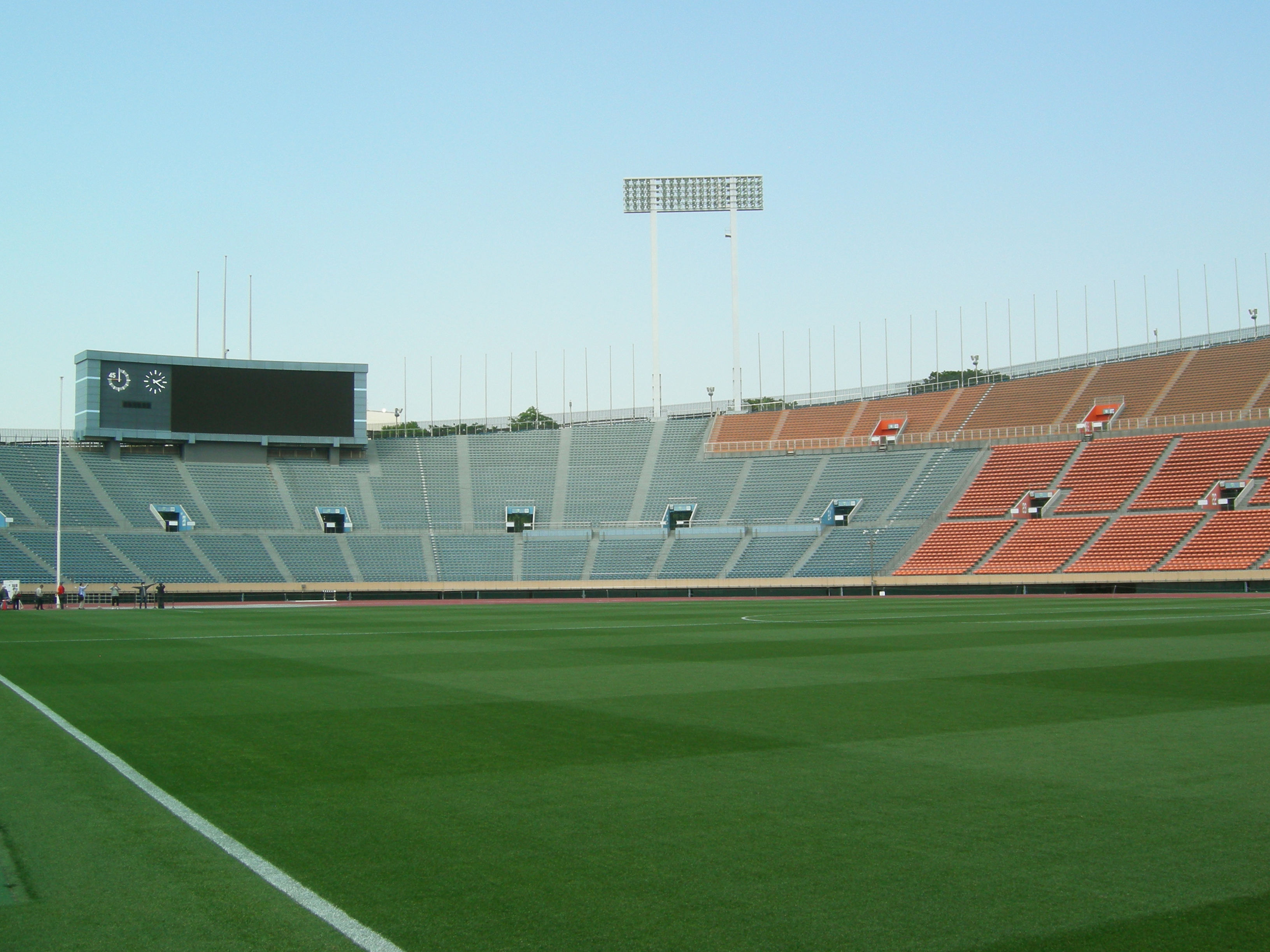
フィールドより、大型画像モニター側の、青とオレンジの スタンドを臨む（2014年5月）

当初は寒冷期には芝がすべて枯れ、ピッチコンディションの悪さが指摘されていたが、1989年より芝生の二毛作（オーバーシード に類似した手法）により年間を通して青い芝を保つようになった。国立競技場のHPでは、この間の海外選手の苦情や芝生の塗装、改良の試行錯誤が記述されている。

### スタンド

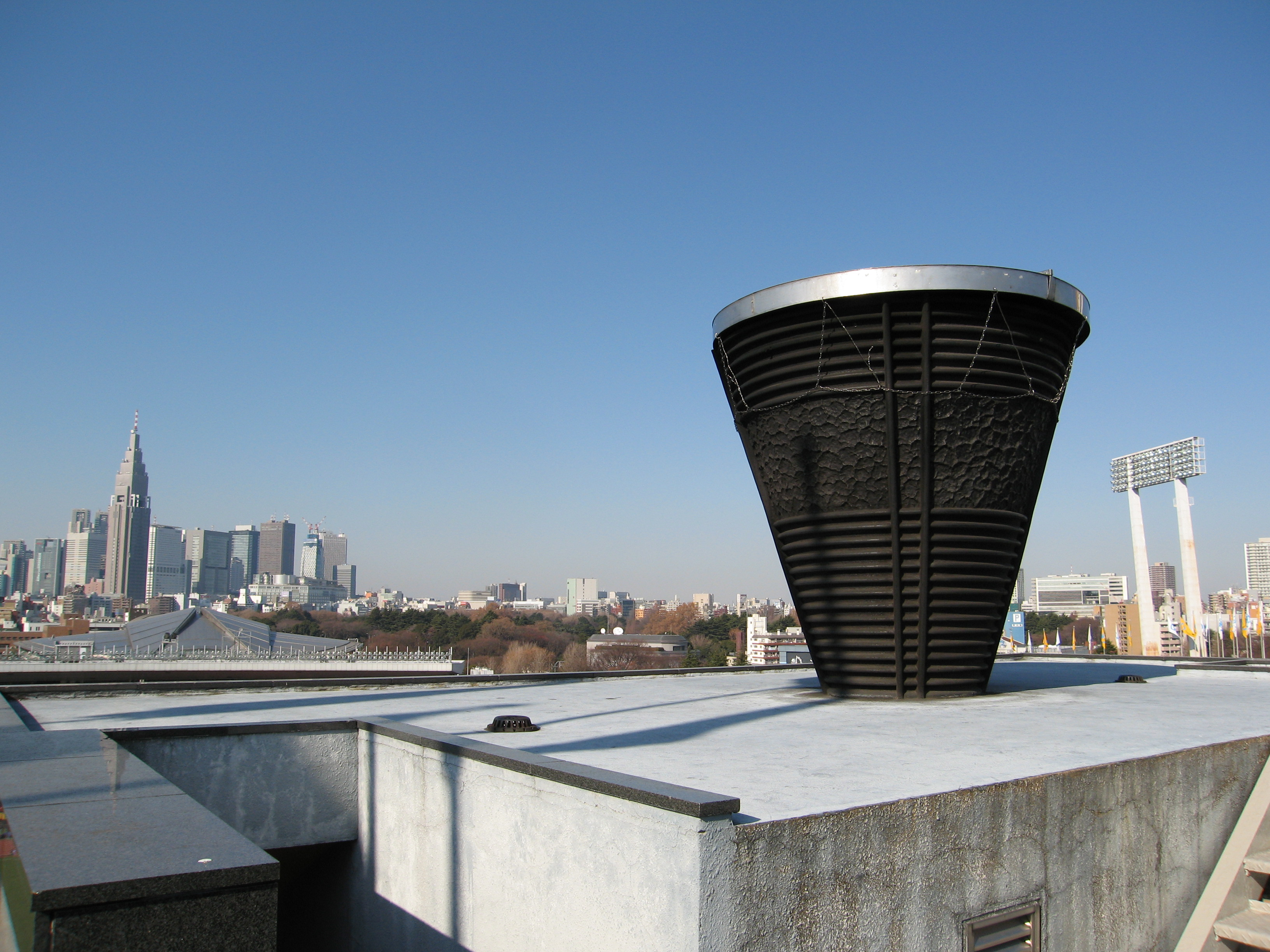
聖火台

スタンドの形状は4階建て楕円形スタンドとなっている。この形状のためラグビーの試合では、しばしばラインアウトでの「ノットストレート」の反則をとられることがあり、テレビ中継などで「（楕円形スタンドに惑わされて）まっすぐに投げ入れることが難しい」と解説される。
1958年の竣工当時は48,000人の収容人数だったが、1963年には翌年の東京オリンピックを控えバックスタンドを中心に大幅拡張され、71,328人収容の大スタジアムとして生まれ変わった。1964年10月10日のオリンピック開会式の観客動員数72,000人が、国立霞ヶ丘陸上競技場の最多入場者数である。その後1980年の改修では約62,000人収容に減少した。これ以降の入場者数はキャパシティ一杯でも60,000人前後で推移していたが、その後の改修が進むに連れキャパシティは縮小している。2005年9月から複数年の予定で、スタンドの改修工事が行われた。先ず最初の段階で収容人数は60,057人から55,903人まで縮小された。この改修で座席スペースの拡張や背もたれ、カップホルダー付き座席の設置、および記者席の機能強化が図られた。スタジアムのキャパシティは50,339人にまで縮小された。その後、2011年まで実施した耐震工事の際に3,885席増加し（バックスタンド上段4,922席増加、南側ゴール裏1,037席減少）、計54,224人となった。
屋根は、メインスタンドの一部にのみ設置されている。

### 併設施設
代々木門エントランス下に国立霞ヶ丘競技場体育館が、同門側サイドスタンド下に国立霞ヶ丘競技場室内水泳場がある。
メインスタンド下には秩父宮記念スポーツ博物館、秩父宮記念スポーツ図書館、日本体育施設協会の事務局が設けられている。

### 照明及び視聴覚装置

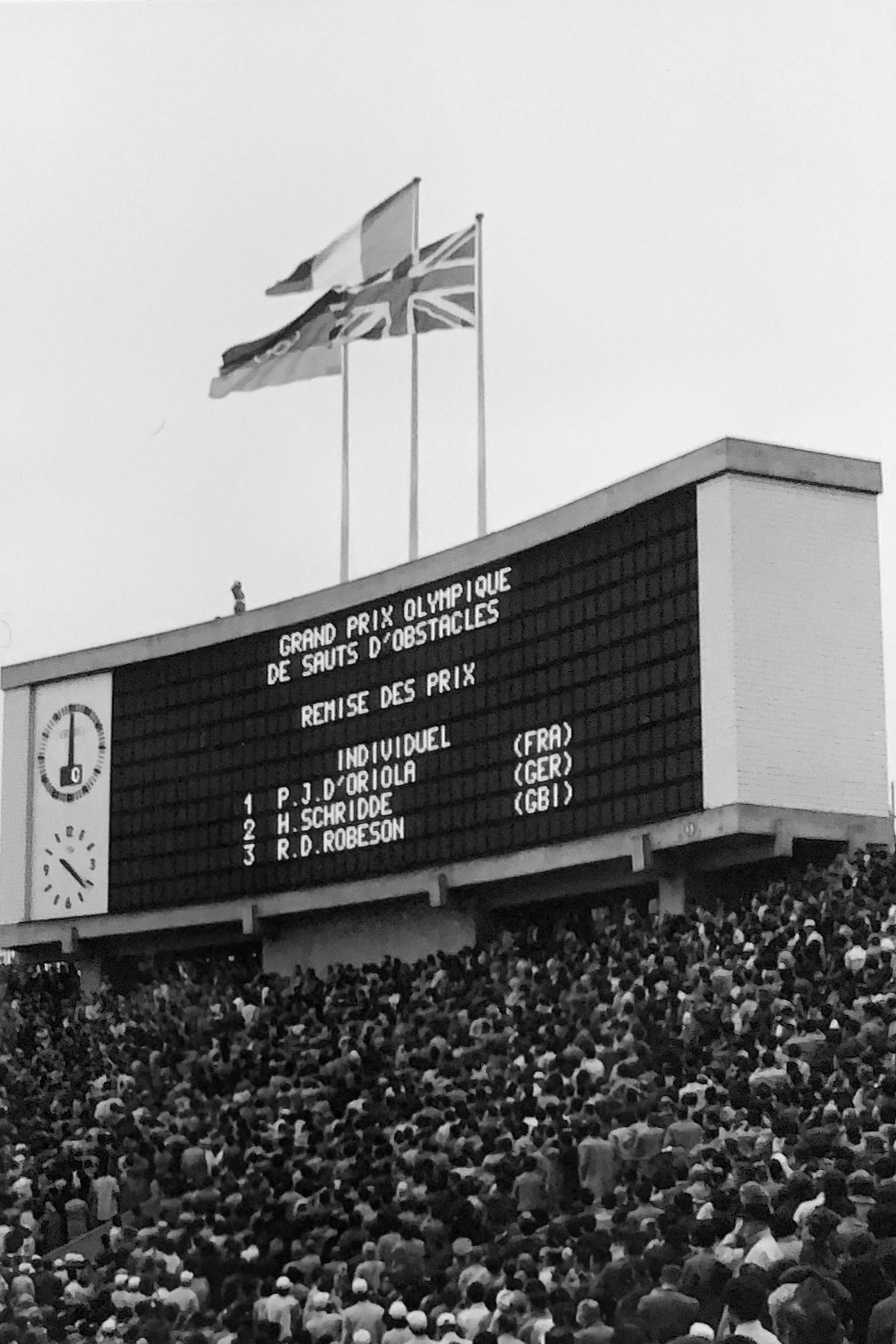
オリンピック開催当時の電光掲示板（1964年）

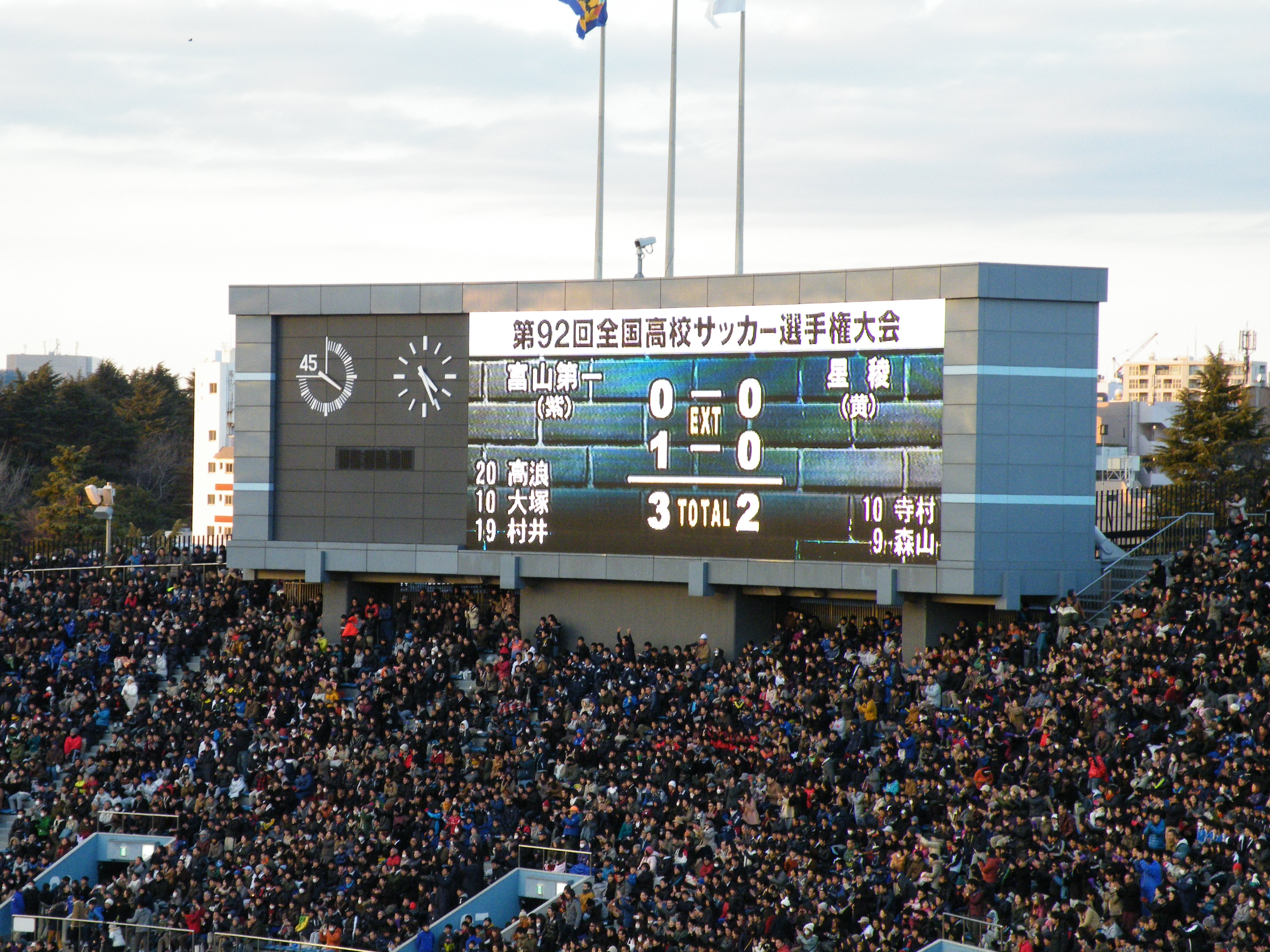
大型画像モニターのアストロビジョン、その左側にはサッカー用45分計、文字盤のないアナログ時計

照明施設はバックスタンドに照明塔4機、メインスタンドの照明は屋根の先端部に内蔵されている。
視聴覚装置は、千駄ヶ谷門寄りサイドスタンドに大型画像モニターが設置されている。国立競技場となった際に上部のみ電光表示を可能としたスコアボードが設置され、オリンピック開催にあわせて大型化・および全面電光表示化（富士通信機製造製、なお同社の大型映像装置部門は現在の富士通フロンテックにあたる）の改修が行なわれた。1991年の世界陸上開催を契機とした改修で松下電器製「アストロビジョン」を設置。その際に大時計下にトヨタ自動車の広告が入ったが、現在は撤去されている（accessのTRY AGAINのPVで1993年当時の大時計が見られる）。

### 門
中央門（メイン）、（以下は時計回りに）北車門、千駄ヶ谷門とマラソン門、北一門、北二門と北三門、北四門、青山門（バック）、南五門から南二門まで、南一門、代々木門、南車門。以上、公式サイトの見取り図では16の名称が確認できる。

### 芸術作品・記念作品
メインスタンドの屋根付き部分の両端には、相撲の神である野見宿禰とギリシャ神話の勝利の女神ニケの壁画が描かれていた。無地で地味だった国立競技場の壁は、1964年のオリンピック開催に合わせて、華やかな壁画が設置された。
メインゲートには、東京オリンピックで金メダルを獲得した319名を刻んだ銘板が設置されていた。
聖火台など以下のほか、三段跳びの織田幹雄を記念した「織田ポール」もあった。
また、敷地外には、「クーベルタン男爵石碑」「嘉納治五郎石碑」があった。
壁画13点
|            | 場所                     | 名称                     | 名称                     | 名称                     | 原画       |
| ---------- | ------------------------ | ------------------------ | ------------------------ | ------------------------ | ---------- |
| 13         | メインスタンド向かって左 | 勝利（野見宿禰像）       | 勝利（野見宿禰像）       | 勝利（野見宿禰像）       | 長谷川路可 |
| 14         | メインスタンド向かって右 | 栄光（ギリシャの女神像） | 栄光（ギリシャの女神像） | 栄光（ギリシャの女神像） | 長谷川路可 |
| 15         | 正面玄関の右脇壁面       | よろこび                 | よろこび                 | よろこび                 | 寺田竹雄   |
| 16 から 25 | 回廊の10壁画 小林凱金    | 躍進                     | 友愛                     | 勝利                     | 寺田竹雄   |
| 16 から 25 | 回廊の10壁画 小林凱金    | より高く                 | より早く                 |                          | 宮本三郎   |
| 16 から 25 | 回廊の10壁画 小林凱金    | 動態                     | 人と太陽                 |                          | 大沢昌助   |
| 16 から 25 | 回廊の10壁画 小林凱金    | 勝利の場                 | 飛転                     | 躍動                     | 脇田和     |

その他
| 1  | 聖火台                                                 | 鋳物   | 鈴木万之助・鈴木文吾 |
| 2  | 健康美                                                 | 塑像   | 北村西望             |
| 3  | 青年像                                                 | 塑像   | 朝倉文夫             |
| 4  | 波                                                     | 塑像   | 吉田三郎             |
| 5  | 円盤投げ像（ディスコポロス像）                         | 塑像   | ミロン               |
| 6  | 槍投げ像                                               | 塑像   | 雨宮治朗             |
| 7  | 御者像                                                 | 塑像   | ファルビ・ビニョーリ |
| 8  | 無題                                                   | 彫像   | 三井泉               |
| 9  | 東京オリンピック大会優勝者銘盤                         | 記念碑 | 組織委員会で計画     |
| 10 | 1967年ユニバーシアード東京大会優勝者銘盤               | 記念碑 | 中山克己             |
| 11 | 1991年第3回世界陸上競技選手権大会優勝者銘盤            | 記念碑 | -                    |
| 12 | 「出陣学徒壮行の地」の碑（秩父宮ラグビー場に一旦移設） | 記念碑 | -                    |

### 聖火台
高さと直径2.1メートル、重さ2.6トンの聖火台は埼玉県川口市の鋳物職人鈴木萬之助が引き受け、鈴木の死去後に三男の鈴木文吾が完成させた。表面の模様は波を表している。
聖火台は1967年のユニバーシアード大会以降は使用される機会がなくなった。わずかに1972年に行われた札幌オリンピックのための聖火受け入れイベントの際に一時使用されたのみである。そうした中、1978年に行われた八カ国対抗陸上競技大会の開会式では、久しぶりに本格的に聖火台が使用されることとなったが、点火10分後に突然プロパンガスが大爆発。爆発により点検口の蓋が飛んだが、本体は頑丈な鋳物製であったため無事、けが人も発生しなかった。
宮城県石巻市に「復興のシンボル」として貸与されていた旧国立の聖火台には、2016年3月6日、牛のふんから生成されたバイオメタンガスを燃料にした「聖火」が灯された（バイオガスによる火が聖火台に灯るのは世界初という）。2020年東京五輪での再生エネルギーを用いた聖火リレーの実現を望む、多田千佳・東北大大学院農学研究科准教授らのチームによる実証実験。
なお、国立競技場のザハ・ハディッド案では聖火台は競技場外を想定していたという。

### その他
解体される前の本競技場のメインスタンド下にはトレーニング施設が整備されており、中学生以上は一般利用が常時可能であった。また、スタジアム利用が無い日には、通常のトラックやスタンド下に整備された1周650mの回廊走路も利用できた。メインスタンドには貴賓席や記者席などが用意され、スタンド下には室内練習場や会議室もあって大会時には選手控室や記者会見場に利用されるが、近年に整備された各スタジアムと比較すると古くて手狭であった。
競技場のスタンド下からトラック内部へは選手用の地下通路があったが、現在は利用されていない。ここには東京オリンピックの際に女子選手も使える立ち小便器があり、女性でも立って用を足す文化の国の人のために1962年に設置、1964年の東京五輪ではソビエト連邦の砲丸投選手が使用した。
聖火台下などのバックスタンド上部はメインスタンドよりも高く、荒天時を除けば競技場の西側にあるNTTドコモ代々木ビルや新宿新都心地区の超高層ビル群がメインスタンドの背後から眺められた。
以上の各施設については、秩父宮スポーツ博物館と合わせて随時見学ツアーが開催されていた。

## 交通

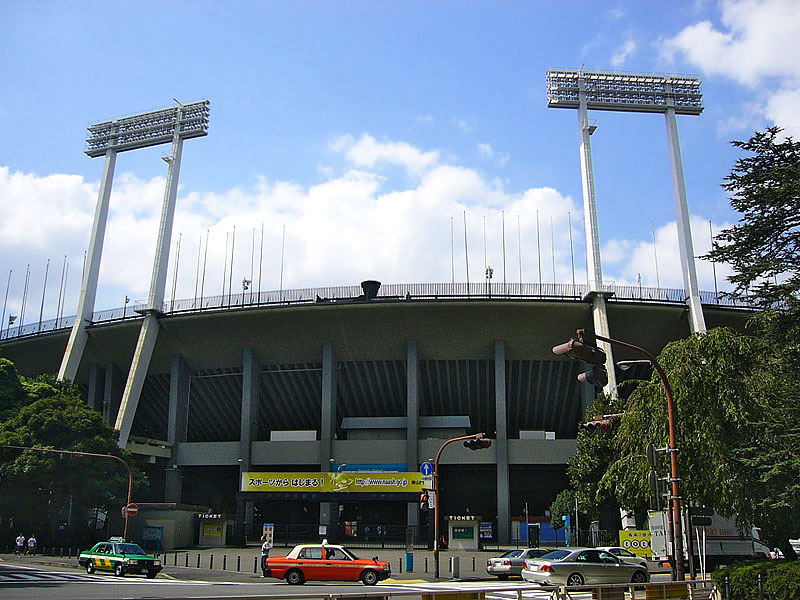
青山門（バックスタンド側入り口）

### 所在地
東京都新宿区霞ヶ丘町10番2号。

### 最寄り駅

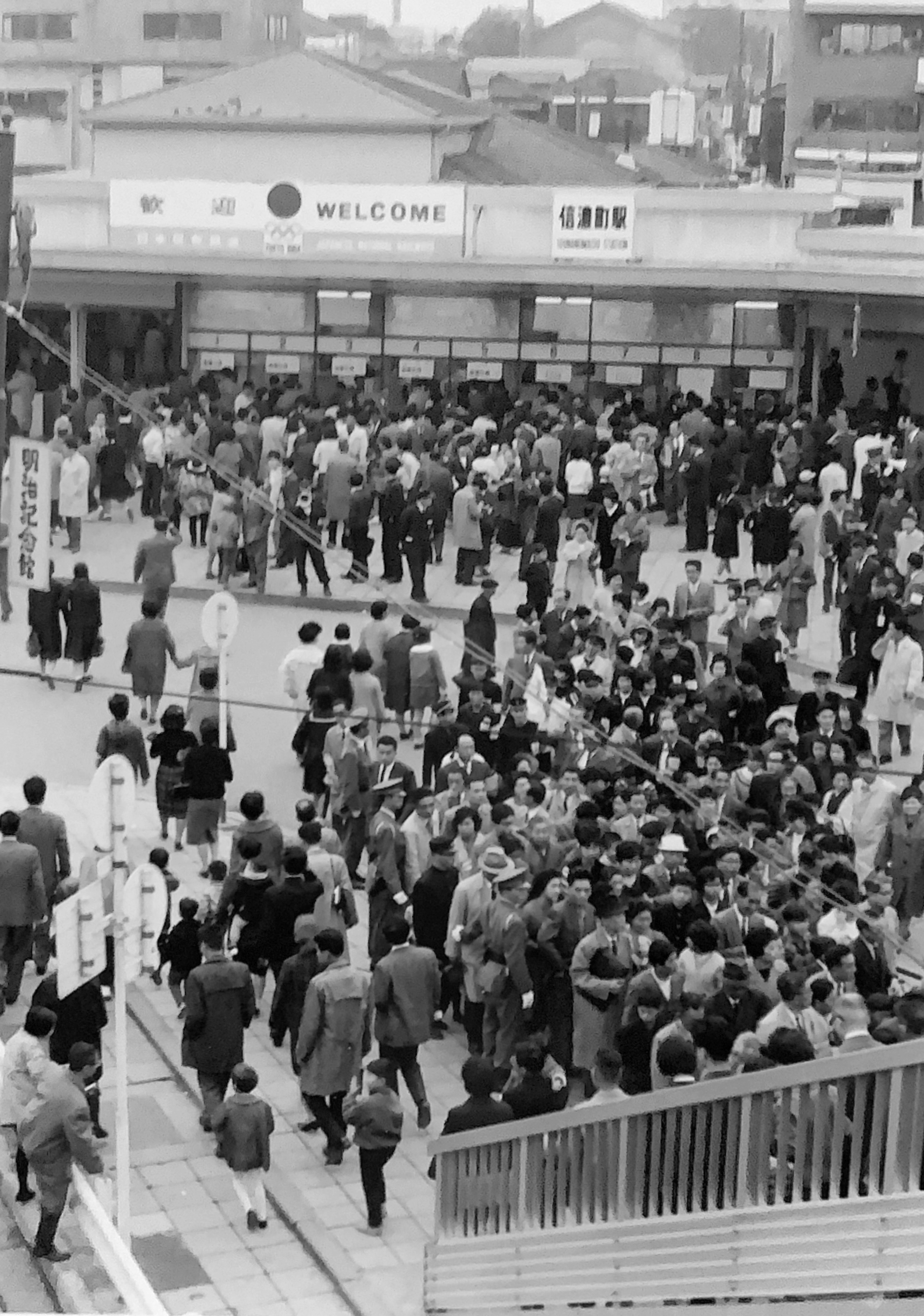
東京オリンピックで賑わう信濃町駅（1964年）

東京都心部のスタジアムとして、大きな輸送力を持つ多くの鉄道路線が利用可能であり、高い利便性を持っている。入場門によって最寄り駅が異なる。
- 正門（メインスタンド中央部） - 一般入場者は通常利用不可
  - 都営地下鉄大江戸線 - 国立競技場駅（A2出口から約200m、徒歩2分）
  - JR東日本中央・総武緩行線 - 千駄ケ谷駅（約500m、徒歩7分）
- 千駄ケ谷門（メインスタンド北側）
  - 都営地下鉄大江戸線 - 国立競技場駅（A2出口から約100m、徒歩1分）
  - 中央・総武緩行線 - 千駄ケ谷駅（約400m、徒歩5分）
- 青山門（バックスタンド）
  - 中央・総武緩行線 - 信濃町駅（約800m、徒歩10分）
  - 東京メトロ銀座線 - 外苑前駅（約1.2 km、徒歩15分）
- 代々木門（メインスタンド南側）
  - 千駄ケ谷駅（約1km、徒歩12分）
  - 東京メトロ銀座線 - 外苑前駅（約1.2 km、徒歩15分）

これらの駅はコンコースの拡張や臨時改札の設置などで試合終了時の観客輸送に対応しているが、神宮球場でのプロ野球（東京ヤクルトスワローズ戦）等と重複した場合には一時的な滞留が起こる場合もある。また、大ターミナル駅である新宿駅へはJRと都営地下鉄で4 - 6分程度の他、徒歩でも40分前後（約2.5 km）で移動できる。

### 駐車場・道路交通
国立霞ヶ丘競技場では一般観客が利用できる駐車場は用意されず、周辺地域でも駐車場は少ない。青山門の東側にある明治神宮絵画館前駐車場は団体バスの利用が可能で、千駄ヶ谷駅西側の首都高速高架下にも駐車場が整備されているが、5万人のスタジアム規模に見合う台数ではなく、来場者には公共交通機関の利用が呼びかけられている。
道路交通としては、以下の道路がスタジアムに近い。
消防は、東京消防庁四谷消防署の管内に置かれている。
道路網
- 高速道路・インターチェンジ
  - 首都高速4号新宿線 - 外苑出入口から至近（1km以内）

- 一般道路
  - 国道246号（青山通り） - 外苑西通りを介して連絡
  - 東京都道418号北品川四谷線（外苑西通り）
  - 東京都道414号四谷角筈線（神宮外苑周回道路）
  - 東京都道319号環状三号線（外苑東通り） - 神宮外苑周回道路を介して連絡

東京オリンピックの開催にあたっては内外の要人・賓客輸送のために首都高速道路の建設が急がれ、開会の2ヵ月前に外苑出入口が完成し、東京国際空港（羽田空港）からの路線が開通した。
バス交通
- バス停 - 明治公園バス停
  - 都営バス早81系統（早大正門 - 渋谷駅東口）・黒77系統（目黒駅 - 千駄ヶ谷駅）
  - ハチ公バス（フジエクスプレス）神宮の杜ルート（渋谷駅ハチ公口 - 参宮橋）

同バス停は代々木門が最も近いが、輸送力・運行回数共に上記の鉄道路線よりも少ないため、積極的な案内は行われていない。

## 主な大会・イベント
- 全国高等学校定時制通信制陸上競技大会 - 国立が閉鎖される迄毎年行われていた。2014年から駒沢オリンピック公園陸上競技場で行われている。
- 日本陸上競技選手権大会（最近は地方都市持ち回りが多い）
- 日本学生陸上競技対校選手権大会
- 天皇杯全日本サッカー選手権大会決勝戦（準決勝の1試合も行う） - 毎年1月1日（元日）の午後、前年度大会の決勝戦を開催。準決勝は12月末に開催。
- 全日本大学サッカー選手権大会決勝戦
- 全日本大学女子サッカー選手権大会決勝戦
- 全国高等学校サッカー選手権大会開会式・開幕戦・準決勝・決勝戦（2008年度大会では準決勝は非開催）
- サッカー日本代表の国際親善試合や強化試合（A代表・オリンピック代表が主）
- J1昇格プレーオフ - 2012年と2013年に開催。
- FUJI XEROX SUPER CUP - 2005年と2011年は横浜で開催された。
- Jリーグカップ（ヤマザキナビスコカップ）決勝戦
- 日本ラグビーフットボール選手権大会決勝戦
- 全国大学ラグビーフットボール選手権大会準決勝・決勝戦
- 関東大学ラグビー対抗戦 早稲田大学対明治大学（早明戦） - 毎年12月の第1日曜日に開催。

### 過去に開催された主な大会・イベント
- 1958年 : 第3回アジア競技大会

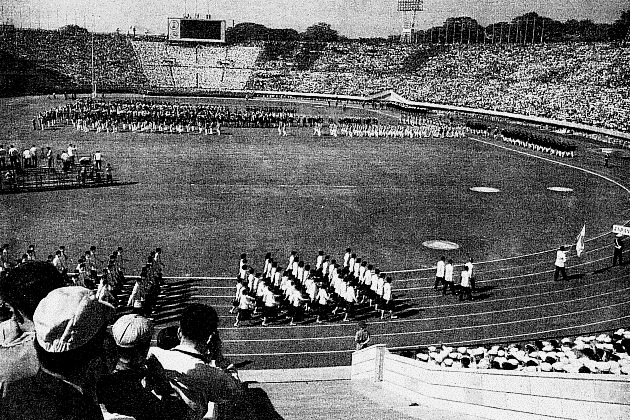
国立競技場はもともと、第3回アジア競技大会に向けて建設された。

- 1963年 : 東京国際スポーツ大会（プレオリンピック）
- 1964年 : 第18回オリンピック東京大会
- 1967年 : 第5回ユニバーシアード東京大会
- 1975年 - 2001年、2003年 - 2004年 :  日本ラグビーフットボール選手権大会1974 - 1996年度は社会人王者と大学王者の一発勝負。1997年度は全試合を開催・2001 - 2002年度は決勝戦のみ開催。
- 1977年9月10日、14日 ： SAYONARA GAME IN JAPAN ペレ引退記念試合(10日 ニューヨーク・コスモス対古河電工、14日 ニューヨーク・コスモス対日本代表)
- 1978年10月22日 : 日本商工会議所100周年イベント「全国郷土祭」
- 1979年 : サッカー ワールドユース選手権（グループA6試合、準々決勝1試合、準決勝1試合、3位決定戦、決勝）
- 1979年 - 2008年 東京国際女子マラソン
- 1981年 - 2001年 : トヨタ ヨーロッパ/サウスアメリカ カップ（2002年からは横浜国際総合競技場）
- 1981年 - 2006年 : 東京国際マラソン
- 1982年 - 1988年、1996年 - 2011年 : 全日本女子サッカー選手権大会決勝戦（2012年から皇后杯全日本女子サッカー選手権大会へ改称するとともに、NACK5スタジアム大宮で開催）
- 1983年 - 1989年 : ライスボウル（1990年以降東京ドームで開催）
- 1985年6月15日 : 国際青年年記念 ALL TOGETHER NOW（吉田拓郎・オフコース・はっぴいえんどなどが出演
- 1991年 : 第3回世界陸上競技選手権大会
- 1993年5月15日 : Jリーグ開幕戦（ヴェルディ川崎対横浜マリノス）
- 1993年 : FIFA U-17世界選手権
- 1996年6月29日 : ルチアーノ・パヴァロッティ、プラシド・ドミンゴ、ホセ・カレーラス 世界3大テノール・コンサート
- 1998年 : 1000万人ラジオ体操祭中央大会（誕生70周年を記念して開催）
- 2002年 : Dynamite!史上最大の格闘技ワールド・カップ（プロレス・格闘技イベントで初開催）
- 2003年 : A3チャンピオンズカップ2003
- 2003年 : ジャパンラグビートップリーグ開幕戦（サントリー対神戸製鋼）
- 2004年 : 第1回マイクロソフトカップ決勝（NEC対東芝府中）
- 2005年9月3日・4日 : SMAP コンサート「SMAPとイク? SMAP SAMPLE TOUR FOR 62 DAYS.」（音楽イベントの単独公演としては史上初）
- 2005年 - 2008年 : FIFAクラブワールドカップ（2011年に再度日本で開催されるが会場からは外れる）
- 2006年 : GOAL!ジャパンプレミア
- 2006年9月9日・10日 : SMAP コンサート「Pop Up! SMAP －飛びます！トビだす！とびスマ？TOUR－」
- 2007年9月22日・23日 : DREAMS COME TRUE コンサート「史上最強の移動遊園地 DREAMS COME TRUE WONDERLAND 2007｣
- 2008年8月2日 : JOMO CUP
- 2008年9月5日・6日 : 嵐 コンサート 「arashi marks ARASHI AROUND ASIA 2008」
- 2009年7月5日 : 石原裕次郎23回忌法要
- 2009年8月28日・29日・30日 : 嵐 コンサート「ARASHI Anniversary Tour 5×10」
- 2009年10月31日 : NISSUI TOKYO 2009 BLEDISLOE CUP（ニュージーランド オールブラックス対オーストラリア ワラビーズ）
- 2009年 - 2010年 : AFCチャンピオンズリーグ決勝戦（2009年 アル・イテハド対浦項スティーラース、2010年 城南一和天馬対ゾブ・アハン）
- 2010年8月4日 : スルガ銀行チャンピオンシップ2010（FC東京対LDUキト）
- 2010年8月21日・22日・9月3日・4日 : 嵐 コンサート「10-11 Tour “Scene”〜君と僕の見ている風景〜」（史上初の4日公演。8月21日・22日は「2010神宮外苑花火大会」後夜祭公演）
- 2011年9月3日・4日 : 嵐　コンサート「ARASHI LIVE TOUR Beautiful World」（9月4日の公演は、台風によって延期になった9月2日の振替公演）
- 2012年 : FIFA U-20女子ワールドカップ（グループリーグ2試合、準々決勝2試合、準決勝、3位決定戦、決勝）
- 2012年5月26日・27日 : L'Arc〜en〜Ciel コンサート「20th L'Anniversary WORLD TOUR 2012 THE FINAL」
- 2012年9月20日・21日 : 嵐 コンサート 「ARASHI アラフェス NATIONAL STADIUM 2012」
- 2013年6月16日 : 東日本大震災復興支援 2013Jリーグスペシャルマッチ
- 2013年9月21日・22日 : 嵐 コンサート 「アラフェス’13」（2年連続で開催）
- 2014年3月5日 : サッカー日本代表強化試合 キリンチャレンジカップ2014〜ありがとう国立競技場〜 日本代表対ニュージーランド代表（4-2で日本代表の勝利）
- 2014年3月9日 : 第51回日本ラグビーフットボール選手権大会決勝（東芝対パナソニック）
- 2014年3月15日・16日 : ももいろクローバーZ コンサート「ももクロ春の一大事2014 国立競技場大会 〜NEVER ENDING ADVENTURE 夢の向こうへ〜」）女性グループ初・史上最速6年・最年少（平均18.6歳）記録）
- 2014年3月21日・22日 : L'Arc〜en〜Ciel コンサート「LIVE 2014 at 国立競技場」（最多人数80,000人収容）1日8万人、2日間で延べ16万人の動員を記録
- 2014年3月29日 : AKB48 コンサート「AKB48単独&グループ 春コンin 国立競技場〜思い出は全部ここに捨てていけ!〜」（2日目の3月30日のAKB48グループ公演は荒天のため中止→同公演は6月8日に味の素スタジアムに大島優子の卒業セレモニーを含め延期・代替された）
- （2014年5月17日・18日：ポール・マッカートニー コンサート「Out There! japan tour 2014」）（全公演中止）
- 2014年5月25日 : 2015年ラグビーW杯予選日本代表対香港代表（同競技場でのラストゲームとなる）
- 2014年5月28日・29日：JAPAN NIGHT MOVE WITH THE MUSIC PF JAPAN(28日 Yell for Japan：スキマスイッチ、ファンキー加藤、ナオト・インティライミ、岸谷香、ゴスペラーズ、ゆず、斉藤和義、ウカスカジー、いきものがかり。29日 Japan to the World：SEKAI NO OWARI、Perfume、MAN WITH A MISSION、L'Arc〜en〜Ciel)

### 音楽イベント
| 年月日                           | 公演名                                                                                            | 備考 |
| -------------------------------- | ------------------------------------------------------------------------------------------------- | --- |
| 1985年6月15日                    | 国際青年年記念 ALL TOGETHER NOW                                                                   | 吉田拓郎・オフコース・はっぴいえんどなどが出演 |
| 1996年6月29日                    | ルチアーノ・パヴァロッティ、プラシド・ドミンゴ、ホセ・カレーラス 世界3大テノール・コンサート      | |
| 2005年9月3日・4日                | SMAP SMAPとイク? SMAP SAMPLE TOUR FOR 62 DAYS.                                                    | 単独公演としては史上初 |
| 2006年9月9日・10日               | SMAP Pop Up! SMAP －飛びます！トビだす！とびスマ？TOUR－                                          | |
| 2007年9月22日・23日              | DREAMS COME TRUE 史上最強の移動遊園地 DREAMS COME TRUE WONDERLAND 2007                            | 音楽イベントで聖火台の点灯を初めて行った。 |
| 2008年9月5日・6日                | 嵐 arashi marks ARASHI AROUND ASIA 2008                                                           | |
| 2009年8月28日・29日・30日        | 嵐 ARASHI Anniversary Tour 5×10                                                                   | |
| 2010年8月21日・22日・9月3日・4日 | 嵐 10-11 Tour “Scene”〜君と僕の見ている風景〜                                                     | 8月21日・22日は「2010神宮外苑花火大会」後夜祭公演 |
| 2011年9月3日・4日                | 嵐 ARASHI LIVE TOUR Beautiful World                                                               | 9月4日の公演は、台風によって延期になった9月2日の振替公演 |
| 2012年5月26日・27日              | L'Arc〜en〜Ciel 20th L'Anniversary WORLD TOUR 2012 THE FINAL                                      | |
| 2012年9月20日・21日              | 嵐 ARASHI アラフェス NATIONAL STADIUM 2012                                                        | |
| 2013年9月21日・22日              | 嵐 アラフェス’13                                                                                  | |
| 2014年3月15日・16日              | ももいろクローバーZ ももクロ春の一大事2014 国立競技場大会 〜NEVER ENDING ADVENTURE 夢の向こうへ〜 | 女性グループ初・史上最速6年・最年少（平均18.6歳）記録） |
| 2014年3月21日・22日              | L'Arc〜en〜Ciel LIVE 2014 at 国立競技場                                                           | （最多人数80,000人収容）1日8万人、2日間で延べ16万人の動員を記録 |
| 2014年3月29日・30日              | AKB48 AKB48単独&グループ 春コンin 国立競技場〜思い出は全部ここに捨てていけ!〜                     | 2日目の3月30日のAKB48グループ公演は荒天のため中止→同公演は6月8日に味の素スタジアムに大島優子の卒業セレモニーを含め延期・代替された。 |
| 2014年5月17日・18日              | ポール・マッカートニー Out There! japan tour 2014                                                 | 全公演中止 |
| 2014年5月28日・29日              | SAYONARA 国立競技場FINAL WEEK『JAPAN NIGHT』                                                      | 最後の音楽イベント 28日 Yell for Japan：スキマスイッチ、ファンキー加藤、ナオト・インティライミ、岸谷香、ゴスペラーズ、ゆず、斉藤和義、ウカスカジー、いきものがかり 29日 Japan to the World：SEKAI NO OWARI、Perfume、MAN WITH A MISSION、L'Arc〜en〜Ciel |

## 「新国立競技場」への建て替え
建物のサイズは増築スタンド部分を含めて約200. 5m×約252. 0mだった。
旧国立競技場にあった聖火台と1964年東京オリンピックのメダリスト名を刻んだ壁は、保存される予定となっている。旧国立競技場にあった聖火台は2019年3月まで宮城県石巻市に展示され、その後は、岩手県と福島県へ貸し出しが行われた。2019年10月から製造地の川口市で再び展示されている。隈は2016年2月時点で、旧国立の壁画のうち、野見宿禰とニケの2点を入場口に設置する意向であることを表明している。

### 閉鎖記念イベント「SAYONARA国立競技場プロジェクト」

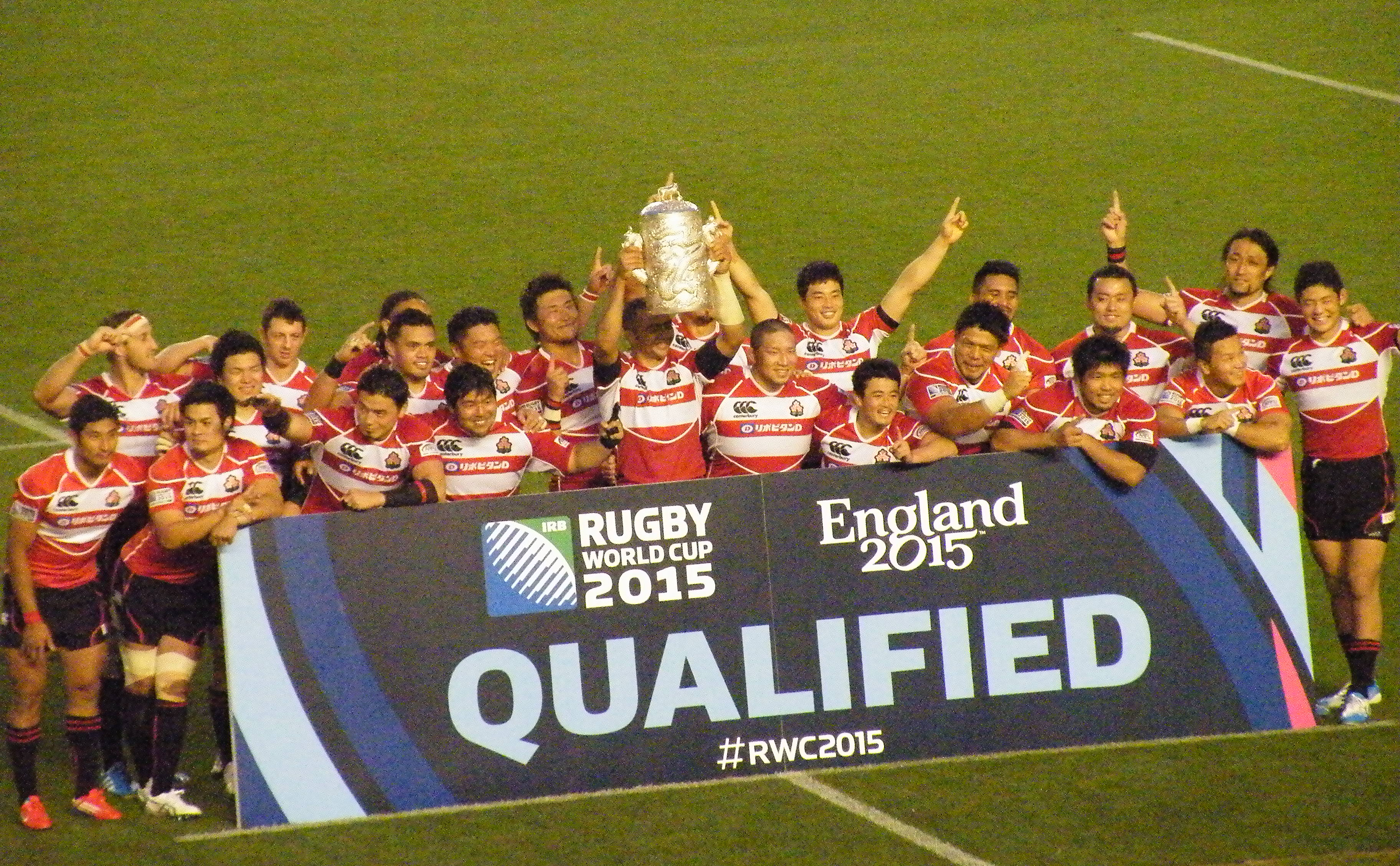
スポーツ公式戦最終イベントとなったアジア5カ国対抗の日本対香港戦で、日本代表はワールドカップ出場を決めた。

- 新国立競技場への建て替えによる閉鎖に当たり、2014年1月から5月末の閉鎖まで「SAYONARA国立競技場プロジェクト」と題した閉鎖記念のイベントを展開した。主なイベントに、上記のコンサート・スポーツイベントのほか、キリンチャレンジカップ2014・日本対ニュージーランド戦（3月5日、サッカーの国際Aマッチとしての最終戦）、ゴールデングランプリ陸上東京2014（5月11日、陸上競技としての最終イベント）、ラグビーワールドカップ2015アジア予選（「アジア5か国対抗ラグビー」）の日本対香港戦（5月25日、現競技場でのスポーツ公式戦最終イベント）、スタジアム見学ツアーなどが行われた。
- 閉鎖前最終日となる2014年5月31日には「SAYONARA国立競技場FINAL “FOR THE FUTURE”」と題したイベントが行われ、日中にはゲストランナーを交えた「ファイナルファンラン」、夕方にはサッカー日本代表の選手や早稲田大学・明治大学ラグビー出身選手によるエキシビジョン「レジェンドマッチ」、東京オリンピック（1964年）の開会式を再現したブルーインパルスの曲芸飛行、夜には国立競技場の炬火台点灯を再現するセレモニーや、国立競技場の歴史を振り返る記録映画上映会、そして締めくくりに市民にフィールド・トラックを開放するイベントが行われた[125]。
- 光の線で当時のシーンを再現するイベントも開かれ午後9時頃に56年間、聖地を見守った国立の最後の聖火が静かに消されSEE YOU IN 2019(2019年に会いましょう)が表示された。

### 閉鎖に伴う記念特番
名勝負!国立競技場物語
2013年9月1日12:00-13:50にNHK BS1で放送されたドキュメンタリー番組である。
国立競技場としてリニューアルされるにあたり、この番組では国立競技場メインスタンドに掲げられてきた壁画・野見宿禰とニケの視点を通して、国立競技場の歴史と名勝負をたどり、新国立競技場への引継ぎを行うというものである。番組は陸上競技を中心にした第1部・トラック編と、サッカー・ラグビーなどの球技を中心とした第2部・フィールド編の2部構成である。
- ナビゲーター - 野見宿禰（西村雅彦）、ニケ（紫吹淳）
- 語り手 - 阪脩、関野浩之

緊急生中継!さよなら国立競技場
2014年5月31日 21:00-22:00にTBSテレビで放送されたドキュメンタリー番組である。
国立競技場最後のイベント「SAYONARA国立競技場FINAL "FOR THE FUTURE"」の真の最終イベントであるピッチ開放を生中継し、当日行われたイベントのVTRを放送することはもちろん、国立競技場の歴史をたどった。特に、1964年東京オリンピック開会式の時に行われたブルーインパルスの曲芸飛行に込められた秘話を特集。最後にはピッチ開放に訪れた多くの市民を前に、中山がフリーキックを行うシーンが行われた。
- スペシャルナビゲーター - 中山雅史
- ゲスト - 関根勤、宮崎美子
- アシスタント - 枡田絵理奈（TBSアナウンサー）
- 実況 - 初田啓介（TBSアナウンサー）
- ドキュメントパートナレーター - 近藤サト

この番組に先駆けて、18:55（一部地域19:00）から20:54の『炎の体育会TV』でも「さよなら国立競技場スペシャル」と題して、国立競技場からの生中継、および一部事前収録による同番組レギュラーメンバーに中田英寿、釜本邦茂ら特別ゲストを交えたスポーツアトラクションの模様（観客非公開）を紹介しているほか、BS-TBSでも14:00から14:55に『今夜聖火の灯が消える ありがとう国立競技場』（ナビゲーター・関根勤）と題して、過去に行われた国立競技場の名勝負を振り返る特番が放送された。

## 解体工事をめぐる遅延
新国立競技場建設のため既存の国立競技場は解体されることになり、日本スポーツ振興センター（JSC）により南北2工区に分けて入札が行われることとなった。1回目の入札では、入札に参加出来る資格が「建築一式工事1190点以上」の資格を有するものに限られた。北工区「西松建設」、南工区「安藤・間」「フジタ」「NIPPO」の中堅ゼネコンが入札に参加した。1回目の入札は2014年5月29日に開札されたが、すべての入札価格が予定価格（北工区2,036,862,000円、南工区1,879,630,000円）を上回り、不調に終わった。
2回目の入札では、入札に参加できる資格を「建築一式工事1190点以上」の資格を有するものに加え、「とび・土工・コンクリート工事（解体工事）950点以上」の資格を有するものにも門戸を広げた。また、JSCは2回目の入札で、各工区の予定価格を大幅に引き上げた。（北工区の予定価格2,492,394,000円：1回目より455,532,000円増額、南工区の予定価格2,314,151,000円：1回目より434,521,000円増額）。
2回目の入札は2014年7月17日に開札され、南北2工区とも関東建設興業株式会社が落札したが、関東建設興業は北工区は2番札、南工区は3番札であった。南北2工区の1番札であった株式会社フジムラ、および南工区の2番札であった株式会社関口興業は「特別重点調査」により無効と判断されたためである。フジムラはJSCに抗議に出向いたところ、新国立競技場設置本部施設部長ら5名が対応、フジムラの猛抗議に対し、JSC管理部調達管財課課長の中塚俊和は、官製談合の疑いがある旨の発言している。JSCは公正取引委員会に報告、調査部会を設置して調査を開始した（調査部会はJSCの理事、JSC指定の弁護士・公認会計士で構成されており、明らかに「身内の調査」であった）。これに対し、フジムラは調査の協力に応じた。その後8月19日にJSC調査部会より伝えられた結論は「官製談合はなかった」であった。この結果に対して、フジムラは弁護団を結成（代理人弁護士　石田義俊、石田深恵、山崎克之、金澤 優）、8月28日 内閣府政府調達苦情処理対策室 に苦情処理申立書を提出、9月10日 内閣府政府調達苦情検討委員会 により申立書が受理された（検委事第14号）。内閣府政府調達苦情検討委員会 （委員長 加毛修／副委員長 小泉淑子／委員 有川博・磯部力・大橋真由美）は、審議の結果、JSCが入札書および工事費内訳書の提出期限前に工事費内訳書を順次開封していたこと、ならびに入札者が提出した工事費内訳書の開封と並行して予定価格の決定に係る関係調達機関内部の手続を行っていたことは、調達過程の公正性および公平性ならびに入札書の秘密性を損なうものとして、契約を破棄し、新たに調達手続を行うよう提言した。これにより2回目の入札による契約は破棄された。一連の経緯は第187回臨時国会 参議院予算委員会において取り上げられ、民主党の蓮舫議員により、下村文博文部科学大臣、JSCの河野一郎理事長に対し、談合疑惑の追及がなされた。これに対し河野は、「（入札情報が）漏れたとは考えていない」「（落札価格の）操作事実はない」と平然と答え、更には、開札前に各業者の応札価格を認識した事実を蓮舫議員に指摘されながら、内部関係者への聞き取り調査さえ「していない」と開き直った。河野は最終的には不手際を陳謝、聞き取り調査もせずに「談合の事実はなかった」と判断したことを認めた。また、蓮舫議員からの調査要請に対し、下村文科相は「談合が疑われたので警察庁に通報した」と答弁した。また、同議員から談合防止のための第三者管理機関創設の考えを問われた内閣総理大臣の安倍晋三は「今回は警察に調査を依頼している」と述べた。下村、安倍の答弁を受け、警視庁捜査2課が調査に動くという異常な事態に発展した。
3回目の入札は2014年12月2日に開札され、北工区はフジムラが再び「特別重点調査」の対象になるが、JSCより、契約の内容に適合した履行が行われると認められたため落札。南工区は関東建設興業が落札した（北工区の予定価格2,022,201,000円に対し、落札金額1,672,920,000円。南工区の予定価格1,739,566,000円に対し、落札金額1,505,520,000円）。
当初2014年7月から始まる予定だった解体工事は、JSCによる一連の不手際により、2015年1月初旬（北工区）、2月下旬（南工区）と工事開始が大幅に遅れることとなった が、契約工期通りに無事完了した。
なお、解体工事で発生する有価物（スクラップ材）について1回目・2回目の入札では特に制限されず、施工業者が自由に処分できるとの条件であったが、3回目の入札時には有価物は別途売り払うこととされ、2015年2月の入札により、フジムラが247,367,000円で落札した（予定価格217,417,000円）。 この「発生材売払」は「単価契約」とされ、各金属毎の単価を発生前（スタンドとりこわし前）に入札する異例ずくめのものであった。